# Нову-Санту-Антониу

Нову-Санту-Антониу на карте штата.

Нову-Санту-Антониу (порт. Novo Santo Antônio) — муниципалитет в Бразилии, входит в штат Пиауи. Составная часть мезорегиона Северо-центральная часть штата Пиауи. Входит в экономико-статистический микрорегион Кампу-Майор. Население составляет 3260 человек на 2010 год. Занимает площадь 481,707 км². Плотность населения — 6,77 чел./км².

## Демография
Согласно сведениям, собранным в ходе переписи 2010 г. Национальным институтом географии и статистики (IBGE), население муниципалитета составляет:
| Полное население                               | Полное население                               | Полное население                               | Полное население                               | 3260  |
| ---------------------------------------------- | ---------------------------------------------- | ---------------------------------------------- | ---------------------------------------------- | ----- |
| в том числе:                                   | Городское население                            | 916                                            | Процент городского населения, %                | 28,10 |
|                                                | Сельское население                             | 2344                                           | Процент сельского населения, %                 | 71,90 |
|                                                | Мужское население                              | 1672                                           | Процент мужского населения, %                  | 51,29 |
|                                                | Женское население                              | 1588                                           | Процент женского населения, %                  | 48,71 |
| Плотность населения, чел/км²                   | Плотность населения, чел/км²                   | Плотность населения, чел/км²                   | Плотность населения, чел/км²                   | 6,77  |
| Население муниципалитета в % к населению штата | Население муниципалитета в % к населению штата | Население муниципалитета в % к населению штата | Население муниципалитета в % к населению штата | 0,10  |

По данным оценки 2016 года, население муниципалитета составляет 3387 жителей.

## История
Город основан в 1996 году

## Статистика
- Валовой внутренний продукт на 2003 год составляет 5 672 993,00 реалов (данные: Бразильский институт географии и статистики).
- Валовой внутренний продукт на душу населения на 2003 год составляет 1809,57 реалов (данные: Бразильский институт географии и статистики).
- Индекс развития человеческого потенциала на 2000 год составляет 0,509 (данные: Программа развития ООН).